# Dario Bottaro
Pour les articles homonymes, voir Bottaro.
Dario Bottaro (né le 5 novembre 1966 à Cartura, dans la province de Padoue, en Vénétie) est un coureur cycliste italien des années 1990.

## Biographie
Professionnel de 1990 à 1997, Dario Bottaro a notamment remporté le contre-la-montre par équipes du Tour de France 1995 avec l'équipe Gewiss-Ballan. Il s'est également classé troisième du Tour des Flandres en 1993.

## Palmarès

### Palmarès amateur
- 1987
  - Giro del Medio Brenta
- 1988
  - 8e étape du Tour d'Italie amateurs
  - 3e du Gran Premio Palio del Recioto
  - 3e du Giro del Medio Brenta
- 1989
  - Grand Prix de l'industrie et du commerce de San Vendemiano
  - Medaglia d'Oro Fiera di Sommacampagna
  - Gran Premio Ezio Del Rosso
  - 2e du Grand Prix de Poggiana
  - 2e de Milan-Rapallo
  - 3e du Trofeo Alcide Degasperi

### Palmarès professionnel
- 1992
  - 8e étape du Grand Prix Guillaume Tell
  - 3e de la New Jersey Classic
- 1993
  - 3e du Tour des Flandres
- 1994
  - 3eb étape du Tour des Pays-Bas (contre-la-montre)
  - 3e de la First Union Invitational
  - 3e du Tour des Pays-Bas
- 1995
  - 3e étape du Tour de France (contre-la-montre par équipes)

## Résultats sur les grands tours

### Tour de France
3 participations
- 1994 : 107e
- 1995 : 79e, vainqueur de la 3e étape (contre-la-montre par équipes)
- 1996 : 117e

### Tour d'Espagne
2 participations
- 1992 : 126e
- 1996 : abandon (2e étape)

### Tour d'Italie
4 participations
- 1990 : abandon (6e étape)
- 1991 : 119e
- 1993 : 75e
- 1997 : 99e